# Marie Ahlers
Marie Ahlers (geboren als Marie Albrecht, verheiratete Marie Taubenheim; * 4. April 1898 in Siersleben; † 17. August 1968 in Ost-Berlin) war eine deutsche Politikerin. Ahlers war Reichstagsabgeordnete der KPD in der Weimarer Republik und SED-Funktionärin.

## Leben
Ahlers war Tochter eines Bergarbeiters und wurde als Marie Albrecht im Mansfelder Gebirgskreis geboren. Sie besuchte die Volksschule, war Landarbeiterin und Näherin. 1917 heiratete sie Hermann Ahlers.
1918 wurde sie Mitglied der USPD, im Folgejahr der SAJ und 1920 Mitglied von KJVD und KPD. Ab der Gründung der Frauensektion des Roten Frontkämpferbundes 1925 (Roter Frauen- und Mädchenbund, RFMB) war sie in dessen Reichsleitung Mitglied. 1929 bis 1933 war sie Stadtverordnete in Eisleben und Mitglied des erweiterten Frauensekretariats des ZK der KPD. Zwischen 1930 und 1933 war sie Abgeordnete des Reichstages. Nach dem Verbot der KPD 1933 wurde sie wegen Hoch- und Landesverrates (illegale KP-Arbeit) verfolgt und lebte zeitweise in der Illegalität.

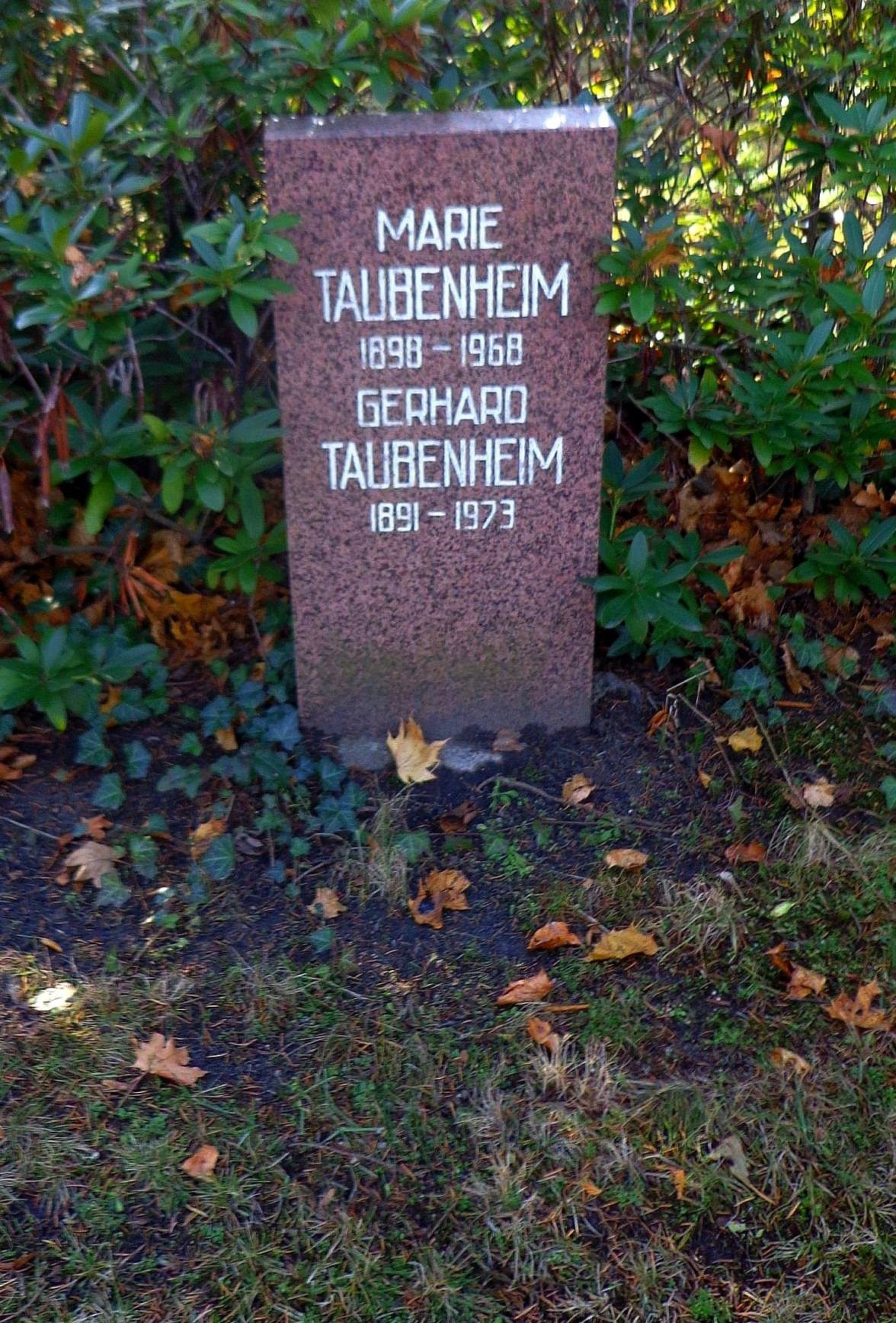
Grabstätte von Marie und Gerhard Taubenheim

1945/46 arbeitete sie in Berlin-Tegel in der Parteiverwaltung der KPD und war Leiterin des Frauenausschusses. 1946 wurde sie Mitglied der SED und Mitglied der SED-Kreisleitung in Niederbarnim. 1948 bis 1953 war sie 2. Vorsitzende des Zentralvorstandes (ZV) der IG Land- und Forstwirtschaft und damit, als Vertreterin einer der 14 Einzelgewerkschaften, Mitglied im Leitungsgremium der DDR-Gewerkschaft FDGB. Von 1958 bis 1963 war sie Mitglied der Zentralen Revisionskommission der SED.
Seit 1930 lebte Marie Ahlers mit Gerhard Taubenheim (1891–1973) zusammen, den sie 1945 heiratete und dessen Namen sie annahm. Dokumente ihres politischen Lebens finden sich unter Marie Taubenheim im Bundesarchiv.
Marie Taubenheim starb im Alter von 70 Jahren. Ihre Urne wurde in der Grabanlage Pergolenweg des Berliner Zentralfriedhofs Friedrichsfelde beigesetzt.

## Auszeichnungen
- 1958 Medaille für Kämpfer gegen den Faschismus 1933 bis 1945
- 1958 Vaterländischer Verdienstorden in Bronze und 1963 in Silber
- 1960 Clara-Zetkin-Medaille
- 1968 Orden Banner der Arbeit